# LaWanda Page
LaWanda Page, née Alberta Peal le 19 octobre 1920 à Cleveland, Ohio (États-Unis), et morte le 14 septembre 2002 à Los Angeles (Californie), est une actrice américaine.

## Filmographie

### Cinéma
- 1982 : Zapped! : Mme Jones
- 1983 : Good-bye Cruel World (en) : Wilma
- 1983 : Mausoleum : Elsie, la bonne
- 1990 : Un pourri au paradis (My Blue Heaven) : La domestique de l'hôtel
- 1992 : Shakes the Clown (en) : La clown
- 1993 : CB4 : Grand-mère
- 1993 : Meteor Man : La vieille nurse
- 1995 : Friday : La vieille lady
- 1996 : Spoof Movie (Don't Be a Menace to South Central While Drinking Your Juice in the Hood) : La maman de la vieille école
- 2004 : West from North Goes South : Mme Potter & Gertrude Potter

### Télévision
- 1973-1977 : Sanford and Son (série télévisée) : Tante Esther Anderson
- 1977 : Stonestreet: Who Killed The Centerfold Model? (téléfilm) : Erna
- 1977 : The Richard Pryor Special? (téléfilm) : Sœur Mabel Williams
- 1977 : La croisière s'amuse (The Love Boat) (série télévisée) : Stella Marshall
- 1977 : Sanford Arms (série télévisée) : Tante Esther Anderson
- 1977 et 1979 : Starsky et Hutch (série télévisée) : Lady Bessie / Minnie / Mme Swayder
- 1979 : Arnold et Willy (Diff'rent Strokes) (série télévisée) : Myrtle Waters
- 1979 : Detective School (série télévisée) : Charlene Jenkins
- 1980 : B.A.D. Cats (série télévisée) : Ma
- 1981 : Sanford (en) (série télévisée) : Tante Esther Anderson
- 1985 : Histoires fantastiques (Amazing Stories) (série télévisée) : Tante Esther Anderson
- 1986 : Joe Bash (série télévisée)
- 1986 : 227 (série télévisée) : Ethel
- 1991 : Amen (série télévisée) : Darla
- 1992 : La Vie de famille (Family Matters) (série télévisée) : Elmerita Puckerwood
- 1992-1993 : Martin (série télévisée) : Evelyn
- 1994 : The Sinbad Show (en) (série télévisée) : Tante Lula Mae
- 1995 : The Parent 'Hood (en) (série télévisée) : Lawanda
- 1995-1996 : Dream On (série télévisée) : La grand-mère d'Eddie